# Ravilloles
Ravilloles és un municipi francès situat al departament del Jura i a la regió de Borgonya - Franc Comtat. L'any 2007 tenia 476 habitants.

## Demografia

### Població
El 2007 la població de fet de Ravilloles era de 476 persones. Hi havia 177 famílies de les quals 34 eren unipersonals (19 homes vivint sols i 15 dones vivint soles), 49 parelles sense fills, 83 parelles amb fills i 11 famílies monoparentals amb fills.
La població ha evolucionat segons el següent gràfic:
Habitants censats

### Habitatges
El 2007 hi havia 206 habitatges, 177 eren l'habitatge principal de la família, 11 eren segones residències i 17 estaven desocupats. 149 eren cases i 57 eren apartaments. Dels 177 habitatges principals, 136 estaven ocupats pels seus propietaris, 40 estaven llogats i ocupats pels llogaters i 1 estava cedit a títol gratuït; 4 tenien una cambra, 11 en tenien dues, 21 en tenien tres, 47 en tenien quatre i 95 en tenien cinc o més. 143 habitatges disposaven pel capbaix d'una plaça de pàrquing. A 69 habitatges hi havia un automòbil i a 97 n'hi havia dos o més.

### Piràmide de població
La piràmide de població per edats i sexe el 2009 era:
| Homes | Edats   | Dones |
| ----- | ------- | ----- |
| 4     | 95 o +  | 0     |
| 0     | 90 a 94 | 0     |
| 0     | 85 a 89 | 4     |
| 0     | 80 a 84 | 8     |
| 20    | 75 a 79 | 4     |
| 0     | 70 a 74 | 16    |
| 8     | 65 a 69 | 4     |
| 4     | 60 a 64 | 0     |
| 12    | 55 a 59 | 4     |
| 8     | 50 a 54 | 12    |
| 8     | 45 a 49 | 8     |
| 20    | 40 a 44 | 20    |
| 20    | 35 a 39 | 24    |
| 16    | 30 a 34 | 8     |
| 12    | 25 a 29 | 12    |
| 4     | 20 a 24 | 12    |
| 24    | 15 a 19 | 4     |
| 12    | 10 a 14 | 20    |
| 16    | 5 a 9   | 12    |
| 12    | 0 a 4   | 12    |

## Economia
El 2007 la població en edat de treballar era de 299 persones, 234 eren actives i 65 eren inactives. De les 234 persones actives 208 estaven ocupades (111 homes i 97 dones) i 26 estaven aturades (11 homes i 15 dones). De les 65 persones inactives 29 estaven jubilades, 24 estaven estudiant i 12 estaven classificades com a «altres inactius».

### Ingressos
El 2009 a Ravilloles hi havia 182 unitats fiscals que integraven 500 persones, la mediana anual d'ingressos fiscals per persona era de 18.131 €.

### Activitats econòmiques
Dels 5 establiments que hi havia el 2007, 1 era d'una empresa de comerç i reparació d'automòbils, 2 d'empreses d'hostatgeria i restauració, 1 d'una empresa d'informació i comunicació i 1 d'una empresa de serveis.
Els 2 serveis als particulars que hi havia el 2009 eren restaurants.
L'únic establiment comercial que hi havia el 2009 era una botiga de menys de 120 m².

## Equipaments sanitaris i escolars
El 2009 hi havia una escola elemental integrada dins d'un grup escolar amb les comunes properes formant una escola dispersa.

## Poblacions més properes
El següent diagrama mostra les poblacions més properes.